# Caridea
Los carídeos (Caridea, del griego καρίς [karís], ‘camarón’) son un suborden de crustáceos decápodos marinos o de agua dulce, conocidos comúnmente como camarones (sobre todo en Hispanoamérica) y gambas (en España), aunque también se les denomina quisquillas o esquilas.
Son relativamente fáciles de encontrar en todo el mundo, tanto en agua dulce, como en agua salada. Como ejemplo, unas doscientas cuarenta especies de camarones viven tan solo en las aguas costeras tropicales del pacífico de América.
Normalmente, son mucho más pequeños que los langostinos.

## Taxonomía
Pese a que el infraorden Caridea es el que se asocia habitualmente con los camarones, hay que anotar que en español reciben el nombre de camarón un gran número de crustáceos, más o menos relacionados, pero que no necesariamente son del orden de los decápodos, como varias especies de la subclase Mysidacea.
Los carideos incluyen tanto a los llamados camarones de río, como a algunos camarones marinos de aguas tropicales, templadas, o de aguas frías profundas. Por ejemplo, el género Macrobrachium, de la familia Palaemonidae, vive en aguas continentales, los Atyidae son siempre de agua dulce y se encuentran en todo el mundo, salvo en las regiones polares, los géneros Heterocarpus y Pandalus, de la familia Pandalidae, viven en aguas marinas, y los Crangonidae se pueden encontrar desde la zona litoral hasta la abisal.
Según un estudio del año 2012, hay dos mil quinientas setenta y dos especies aceptadas de camarones, que representan el 58 % del total de especies estimadas, ya que existen cuatrocientas especies no descritas en las colecciones de los museos, y los expertos estiman que en la naturaleza existen otras mil quinientas especies sin recolectar todavía. Lo que supone una estimación de más de cuatro mil especies a incluir en Caridea.

## Superfamilias

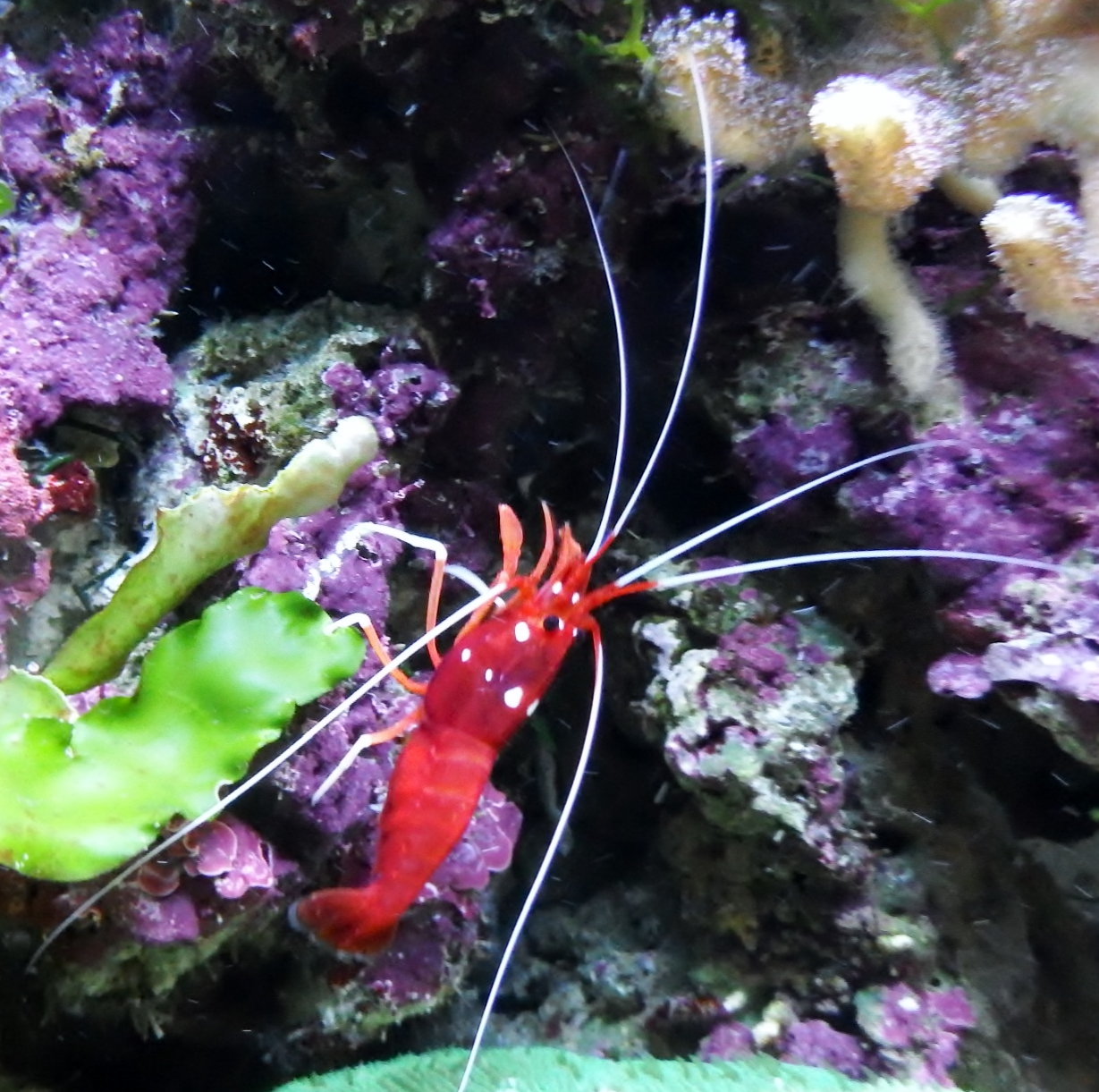
La espectacular gamba limpiadora Lysmata debelius en acuario de arrecife.

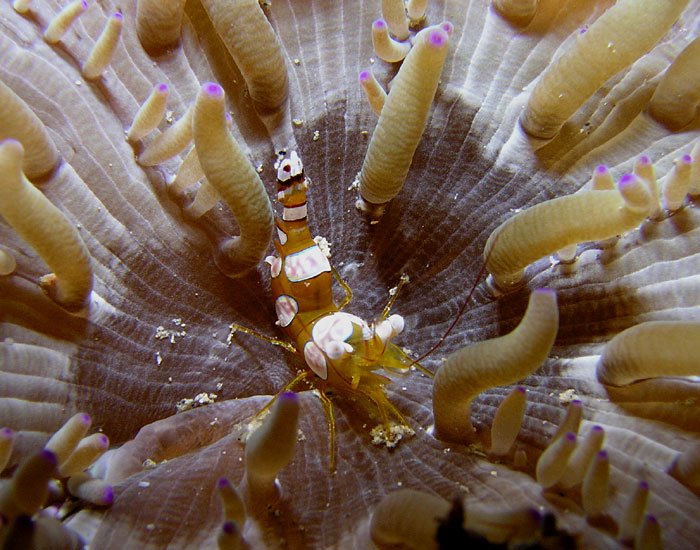
Thor amboinensis en anémona Condylactis gigantea

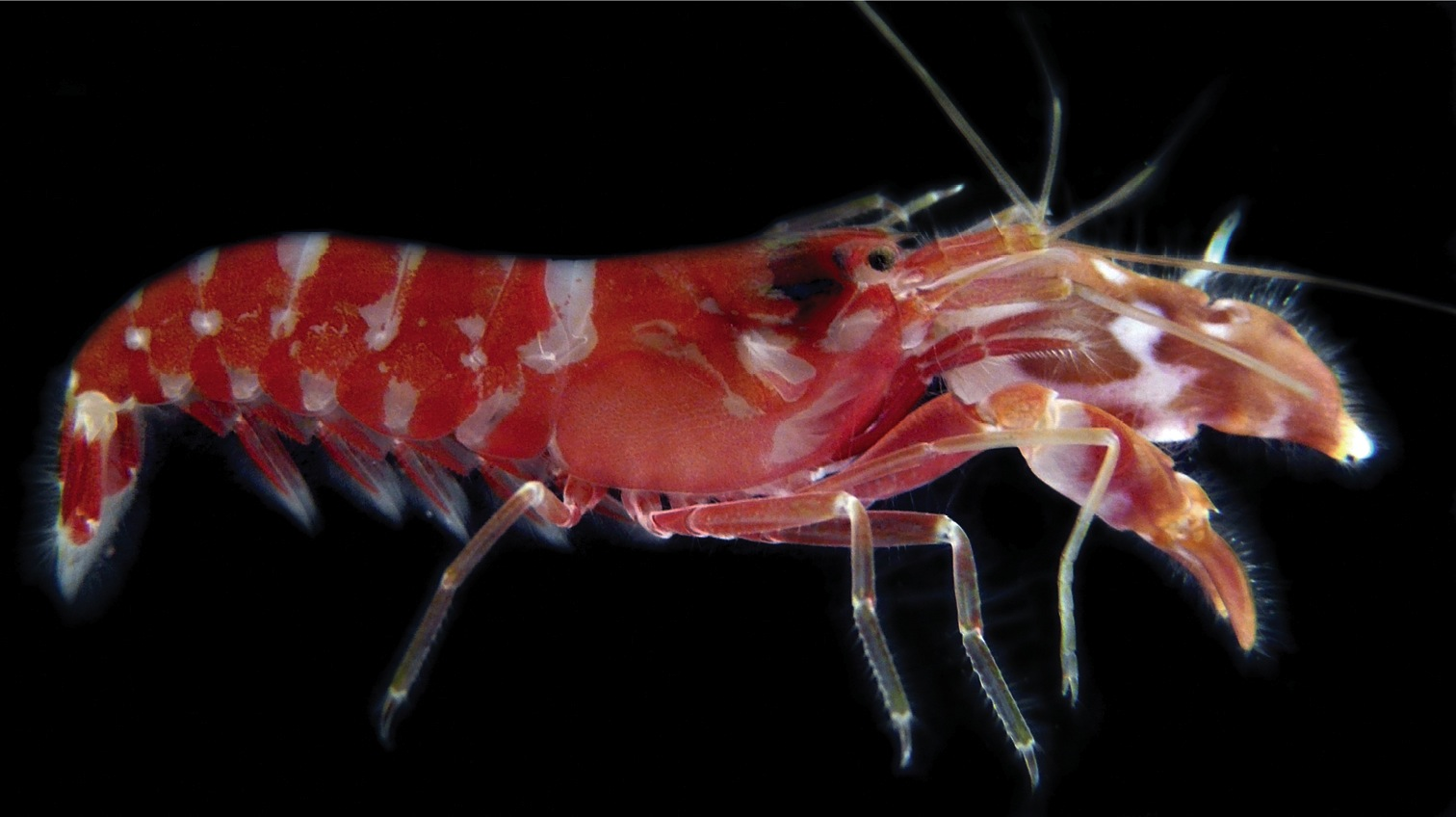
Alpheus cedrici, holotipo

El Registro Mundial de Especies Marinas incluye las siguientes superfamilias y familia en el infraorden Caridea:
- Alpheoidea Rafinesque, 1815
- Atyoidea De Haan, 1849
- Bresilioidea Calman, 1896
- Campylonotoidea Sollaud, 1913
- Caridea incertae sedis
- Crangonoidea Haworth, 1825
- Nematocarcinoidea Smith, 1884
- Oplophoroidea Dana, 1852
- Palaemonoidea Rafinesque, 1815
- Pandaloidea Haworth, 1825
- Pasiphaeoidea Dana, 1852
- Physetocaridoidea Chace, 1940
- Processoidea Ortmann, 1896
- Psalidopodoidea Wood-Mason, 1892
- Stylodactyloidea Spence Bate, 1888

- Familia Anchialocarididae Mejía-Ortíz, Yáñez y López-Mejía, 2017

Agrupando los siguientes géneros y familia, no incluidos en estas superfamilias, en la superfamilia "Caridea incertae sedis":
- Familia Amphionididae Holthuis, 1955
- Amphiplectus
- Anebocaris
- Camptocaris
- Caricyphus
- Caulurus
- Copiocaris
- Coronocaris
- Diaphoropus
- Falcicaris
- Kyptocaris
- Odontocerus
- Odontolophus
- Oligocaris
- Pandacaricyphus
- Posydon
- Rhomaleocaris
- Tizeuma
- Zuphanusa

## Morfología

Un camarón puede escapar a gran velocidad hacia atrás.

Anatomía de un camarón

Sus tamaños oscilan entre los 2 y los 35 mm de longitud, tienen las patas pequeñas, los bordes de las mandíbulas fibrosos, el cuerpo comprimido, la cola muy prolongada respecto al cuerpo, la coraza poco consistente, y son de color variable.
El cuerpo de los camarones es generalmente cilíndrico, y se divide en dos partes principales: la cabeza y el tórax, que están ensamblados juntos para formar el cefalotórax, y un largo y estrecho abdomen. Tienen un cuerpo, integrado por un caparazón en el frente, y seis segmentos abdominales. Todos son decápodos, es decir, tienen diez patas. Las patas son los últimos cinco de los ocho pares de apéndices torácicos característicos de los crustáceos. Los tres primeros pares de apéndices funcionan como piezas bucales, denominándose maxilípedos al resto de pereiopodos. El primer par de patas suele consistir en piezas alargadas en forma de pinza o quela, por lo que esas patas pueden llamarse quelípedos.
Otros apéndices se encuentran en el pleon o abdomen, donde cada segmento posee un par de pleópodos birrámeos, que tienen la forma de paletas, y que utilizan para propulsarse a través del agua, y nadar adelante. También se pueden utilizar para más fines que nadar. Algunas especies de camarón los utilizan para incubar los huevos, otros tienen branquias para respirar por ellos, y los machos de algunas especies utilizan el primer par, o los dos primeros, para la inseminación. Los últimos apéndices abdominales forman parte de la cola, junto con el telson, y son llamados urópodos. Los urópodos permiten al camarón nadar hacia atrás, y funcionan como timón, dirigiendo al camarón cuando nada adelante. Juntos, el telson y los urópodos, forman un abanico con la cola extendida. Si se alarma a un camarón, puede flexionar su abanico de la cola en un movimiento rápido. Esto da como resultado un fuerte impulso hacia atrás, que se denomina "reacción de escape caridoidea".
Los ojos están bien desarrollados en la mayoría de las especies, pero las especies que habitan en cuevas suelen ser ciegas. Tienen varios pares de antenas, cuya forma, longitud y cantidad varían bastante, según los hábitos de alimentación de las especies. La anténula es una pequeña antena que se configura en el segundo par de apéndices. Debajo de la anténula está la antena. Las especies que habitan en cuevas tienen una mayor cantidad de apéndices para palpar a su alrededor o alimentarse.
La coloración es muy variable, algunas especies son blancas o descoloridas (en su mayoría especies cavernícolas o que habitan oquedades), los habitantes de los arrecifes suelen tener colores brillantes y atractivos o crípticos, y otras especies son transparentes, casi invisibles, llamándoseles comúnmente "camarones de cristal". Cuando presentan coloración, pueden ser líneas de color azul, amarillo, anaranjado, rojo... horizontales u oblicuas en el caparazón y verticales en el abdomen, y franjas de colores también en las patas.

## Hábitat y distribución

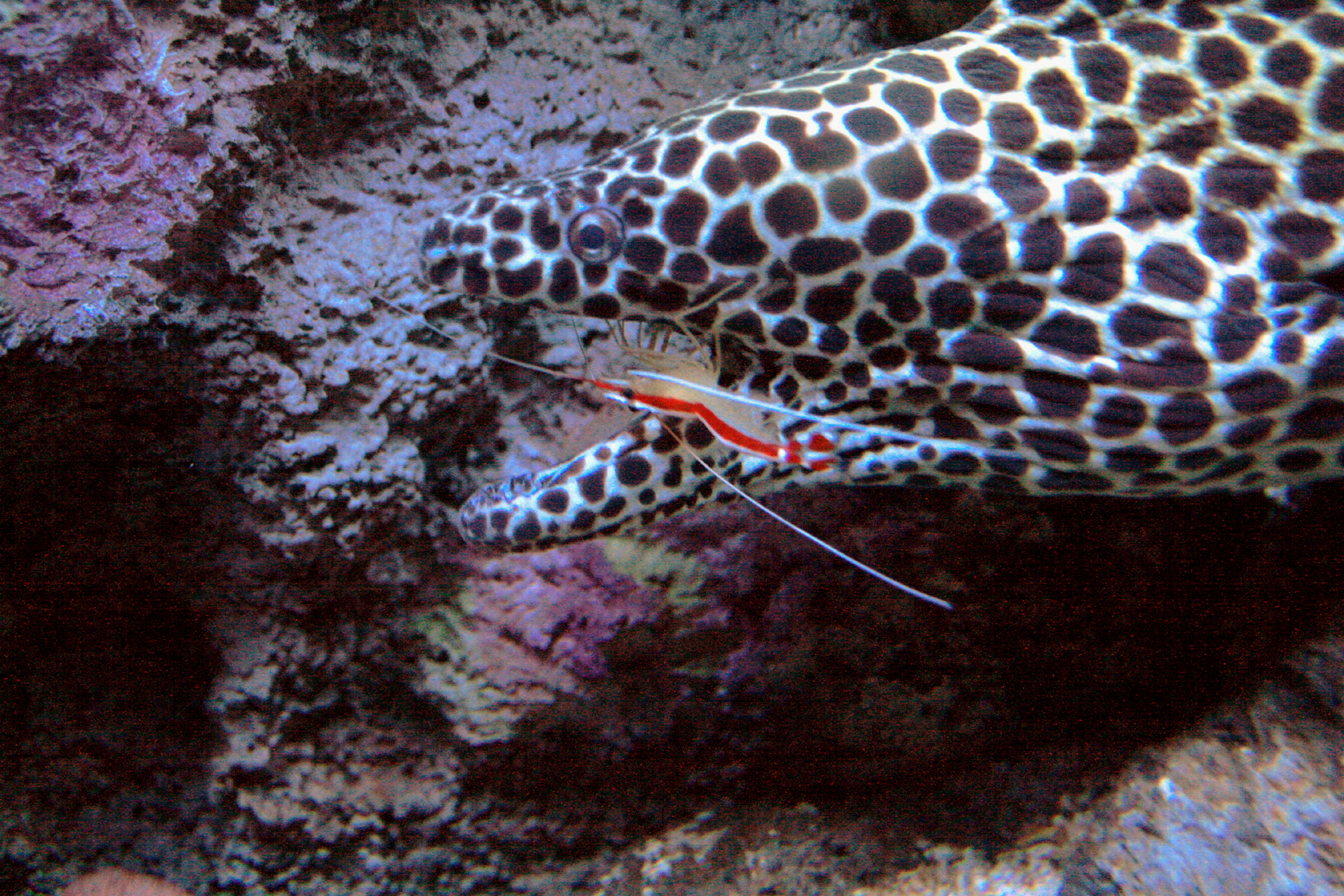
Lysmata amboinensis limpiando la boca de una morena Gymnothorax favagineus

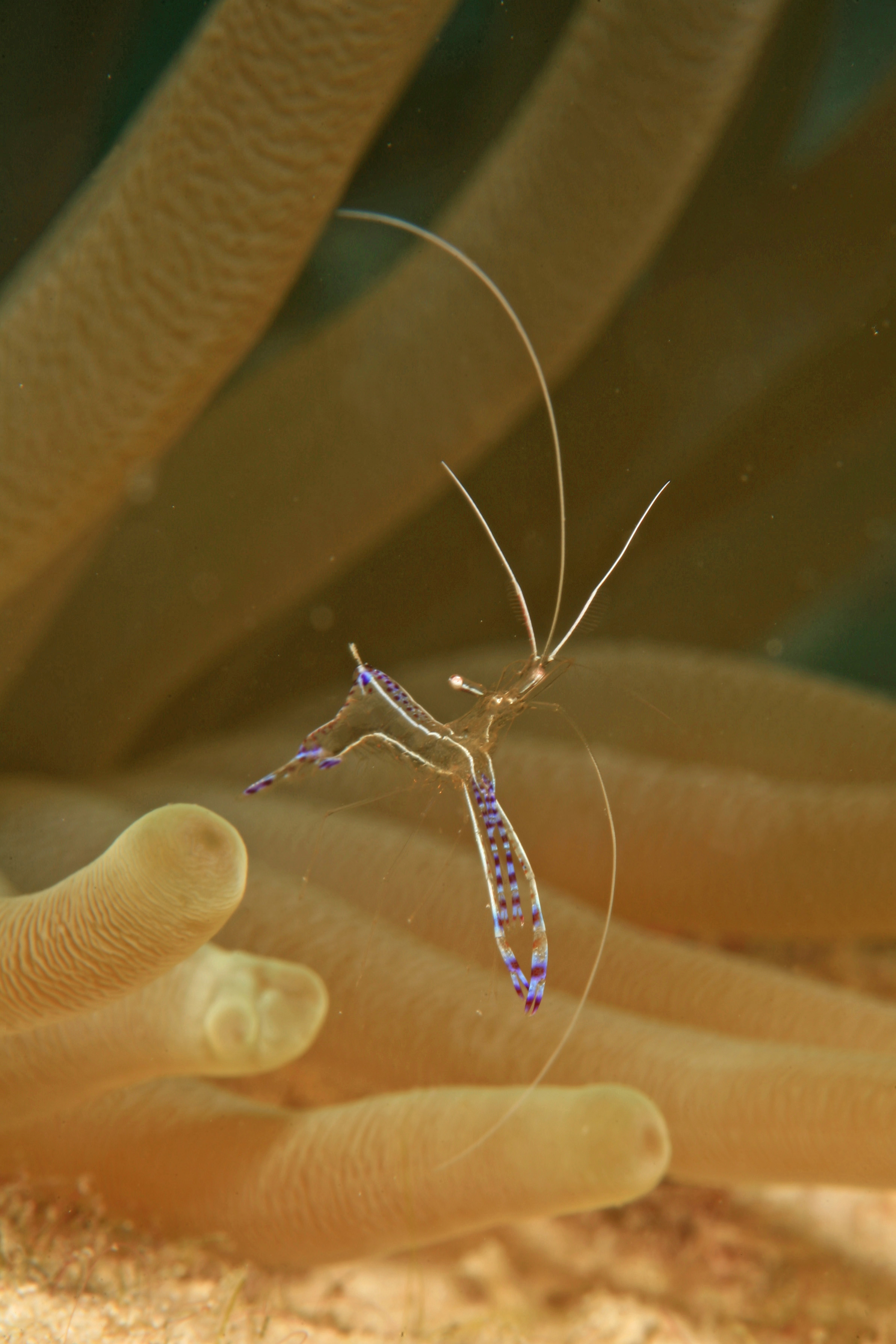
Ancylomenes pedersoni en anémona Condylactis gigantea

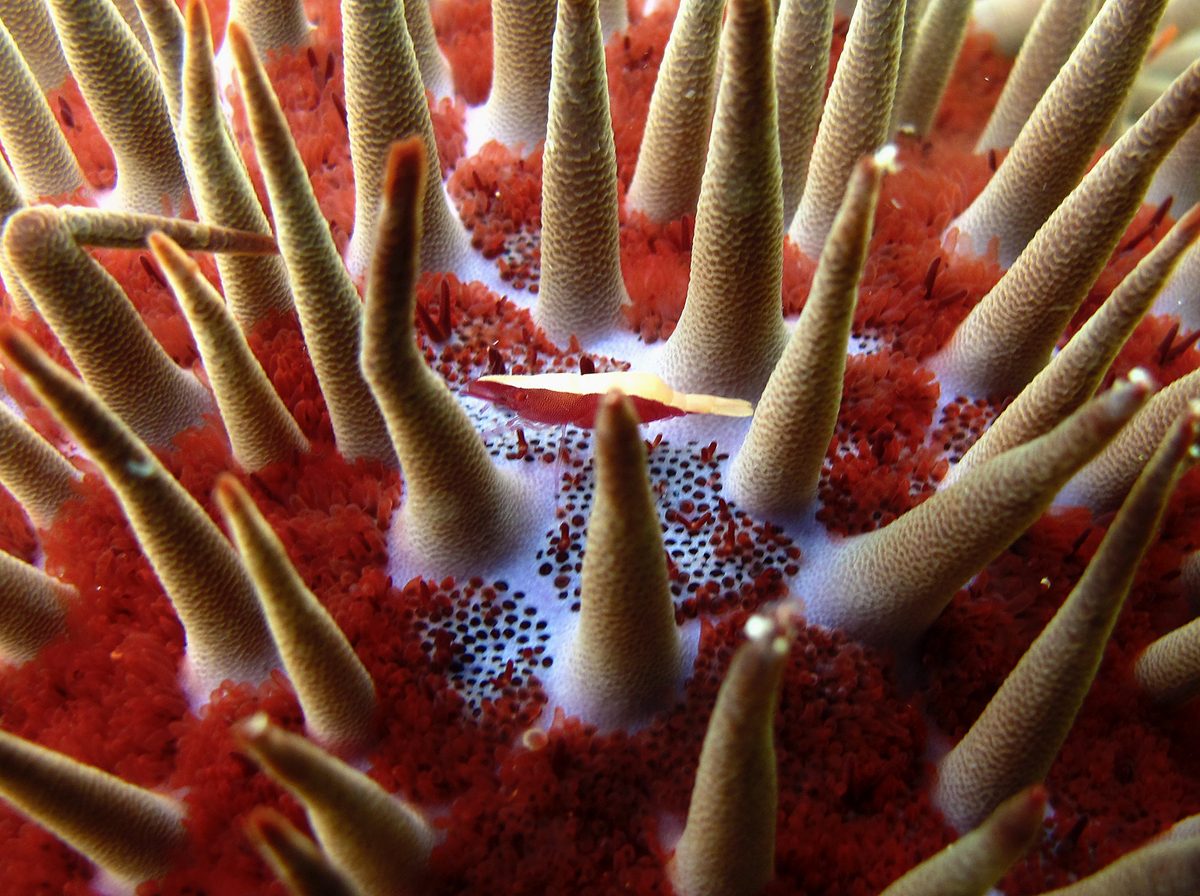
Periclimenes soror sobre Acanthaster planci

Los camarones son más comunes en aguas bien oxigenadas. La mayoría de las especies viven en aguas poco profundas de las plataformas marinas, y gran parte de su vida transcurre en el fondo del mar o en las lagunas costeras, por lo que se las considera bentónicas. Otras especies habitan en la columna de agua, por lo que se las considera pelágicas. Su dispersión debida a las corrientes marinas, tanto de los adultos, como de las larvas, explica que su distribución mundial sea en ocasiones muy amplia.
Habitan los trópicos y las aguas templadas, preferentemente en áreas rocosas, ocupan los pastos marinos, fango, arena, las arenas de las playas, arrecifes coralinos, fondos de costas, fondos de lagos y lagunas salobres, o de agua dulce, y otros fondos donde abunda el alimento, cuevas, mar abierto... Viven también en aguas corrientes y estancadas dulces, en la costa y zonas interiores, en cuevas, grietas, canales de riego, así como acequias. Suelen vivir en pareja y en grandes grupos, de hasta miles de individuos.
Su rango de profundidad va desde los 4 a los 5.800 metros, y su rango de temperatura entre -2.03 y 29.16 °C.
Se distribuyen en todos los mares y océanos, excepto en las regiones polares, habiendo especies que se localizan en los bordes de estas regiones.

## Alimentación
Son especies omnívoras, que se alimentan de materia vegetal en descomposición, algas, crustáceos microscópicos, carroña, restos de animales y restos de peces. Varias especies son consideradas camarones limpiadores, que generalmente se alimentan de parásitos y tejidos muertos, de peces que se dejan desparasitar, acudiendo a veces los camarones en gran cantidad a ayudar a los peces infectados. Estas especies limpiadoras pueden incluso entrar en la boca, y hasta en la cavidad de las agallas, sin ser comidos por los peces o morenas.

## Reproducción
Varias especies de camarones son hermafroditas, y suele darse también el hecho, de que algunas especies son primeramente machos, protandría, y después, al envejecer y darse las oportunas circunstancias de jerarquía y/o relación sexual, se transforman en hembras.
Los carídeos comparten numerosas características, por ejemplo, los huevos fecundados son incubados por la hembra, y permanecen adheridos a los pleópodos hasta que eclosionan.

## Comparación con especies similares
| Las diferencias entre los cangrejos, langostas y camarones | Las diferencias entre los cangrejos, langostas y camarones | Las diferencias entre los cangrejos, langostas y camarones |
| --- | --- | --- |
| cangrejos | langostas | camarones |
| Los cangrejos no se parecen a los camarones. A diferencia de los camarones, su abdomen es pequeño, y tienen antenas cortas y un corto caparazón que es ancho y plano. Destaca su forma de utilizar las pinzas, su par frontal de las extremidades, como método de defensa. Los cangrejos están adaptados para caminar en el fondo marino, tienen patas robustas, y, por lo general, se mueven por el fondo del mar hacia los lados. Sus pleópodos los utilizan para la intromisión, o tienen nidadas de huevos, y no para nadar. Mientras que los camarones y las langostas escapan de los depredadores, los cangrejos se aferran al fondo del mar y se entierran en los sedimentos. En comparación con los camarones y langostas, el caparazón de los cangrejos es particularmente pesado, duro y mineralizado. | Las langostas son conocidas como unas grandes versiones de camarones. Algunos de los mayores decápodos son langostas. Al igual que los cangrejos, las langostas tienen patas robustas y están muy adaptadas para caminar en el fondo marino, a pesar de que no caminan hacia los lados. Algunas especies tienen pleópodos rudimentarios, lo que les da cierta capacidad para nadar, y al igual que el camarón, la langosta puede huir de depredadores utilizando su cola, pero su principal medio de locomoción es utilizar sus patas para caminar. Las langostas son un desarrollo intermedio entre camarones y cangrejos. | Los camarones son delgados, y tienen un abdomen largo. Se ven un poco como pequeñas langostas, y no como cangrejos. El abdomen de los cangrejos es pequeño y corto, mientras que el abdomen de la langosta y los camarones es grande y largo. Los abdómenes más largos y los pleópodos suponen un apoyo a los camarones, que están bien adaptados para la natación. El caparazón de los cangrejos es ancho y plano, mientras que el caparazón de las langostas y los camarones es más cilíndrico. Las antenas de los cangrejos son cortas, mientras que las antenas de las langostas y los camarones son generalmente largas, llegando a más del doble de la longitud del cuerpo en algunas especies de camarones. |

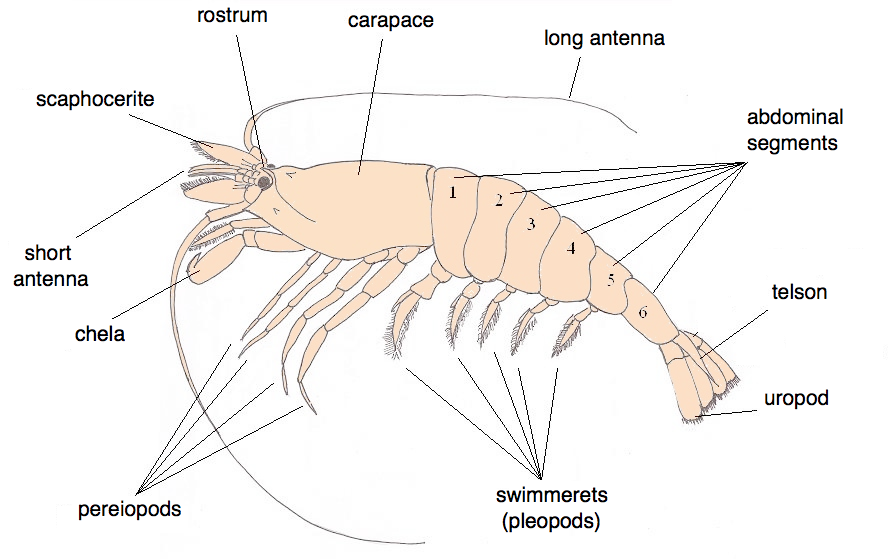
Anatomía externa de Crangon crangon.

El diagrama de la derecha, y la siguiente descripción, se refieren principalmente a la anatomía externa del camarón común europeo, Crangon crangon, como un ejemplo típico de un camarón decápodo. La carcasa que protege el cefalotórax es más dura y más gruesa, que la cáscara en cualquier otro lugar en el camarón, y se llama el caparazón. El caparazón rodea las branquias, a través de las cuales el agua es bombeada desde la boca. El rostro, los ojos, los bigotes y las patas parten desde el caparazón. La tribuna, que en latín significa pico, parece un pico o nariz puntiaguda en la cabeza de los camarones. Se trata de una extensión delantera rígida del caparazón, y se puede utilizar para el ataque o defensa. También puede estabilizar el camarón cuando nada hacia atrás. Dos ojos saltones en tallos se sientan a ambos lados de la tribuna. Estos son los ojos compuestos, que tienen la visión panorámica, y son muy buenos en la detección de movimiento. Dos pares de bigotes (antenas) también parten desde la cabeza. Uno de estos pares es muy largo, y puede ser dos veces la longitud de los camarones, mientras que el otro par es bastante corto. Las antenas tienen sensores que permiten que los camarones sientan donde tocan, y también les permite oler o degustar, por muestreo de los productos químicos en el agua. Las antenas largas ayudan al camarón a orientarse en relación con su entorno inmediato, mientras que las antenas cortas le ayudan a evaluar la idoneidad de las presas.

## Consumo como alimento

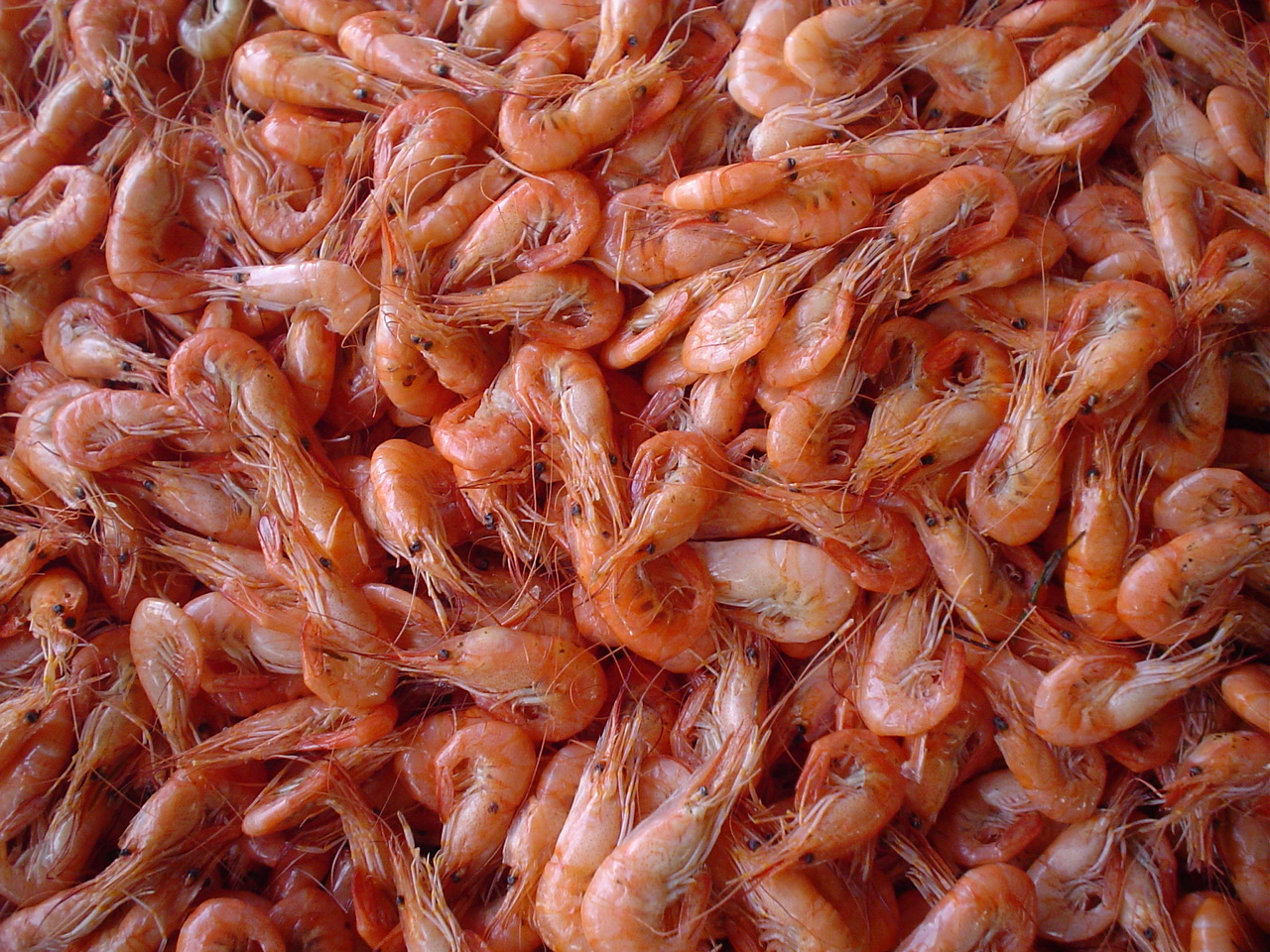
Camarones dispuestos para la venta en un bazar de Odesa (Ucrania).

Los camarones en sus diferentes especies son criaturas relativamente abundantes en los cuerpos de agua dulce o salada en todo el mundo, lo cual los convierte en un importante recurso pesquero y alimenticio.
Prácticamente cada país posee recetas y formas particulares para preparar y consumir estos crustáceos. Si existe algún punto en común, es que para consumirlos se procede a su cocimiento y que es común que se elimine la cabeza, la coraza corporal, las aletas anteriores y posteriores, todas ellas partes ricas en quitina y por ello indigestas.
También es común que se destripe antes de consumirlo, pues en este grupo de especies los intestinos son fácilmente reconocibles, aun antes del cocimiento, como una línea oscura que corre longitudinalmente por la parte alta del cuerpo y cola.

### Forma de preparación en diferentes partes del mundo

#### España

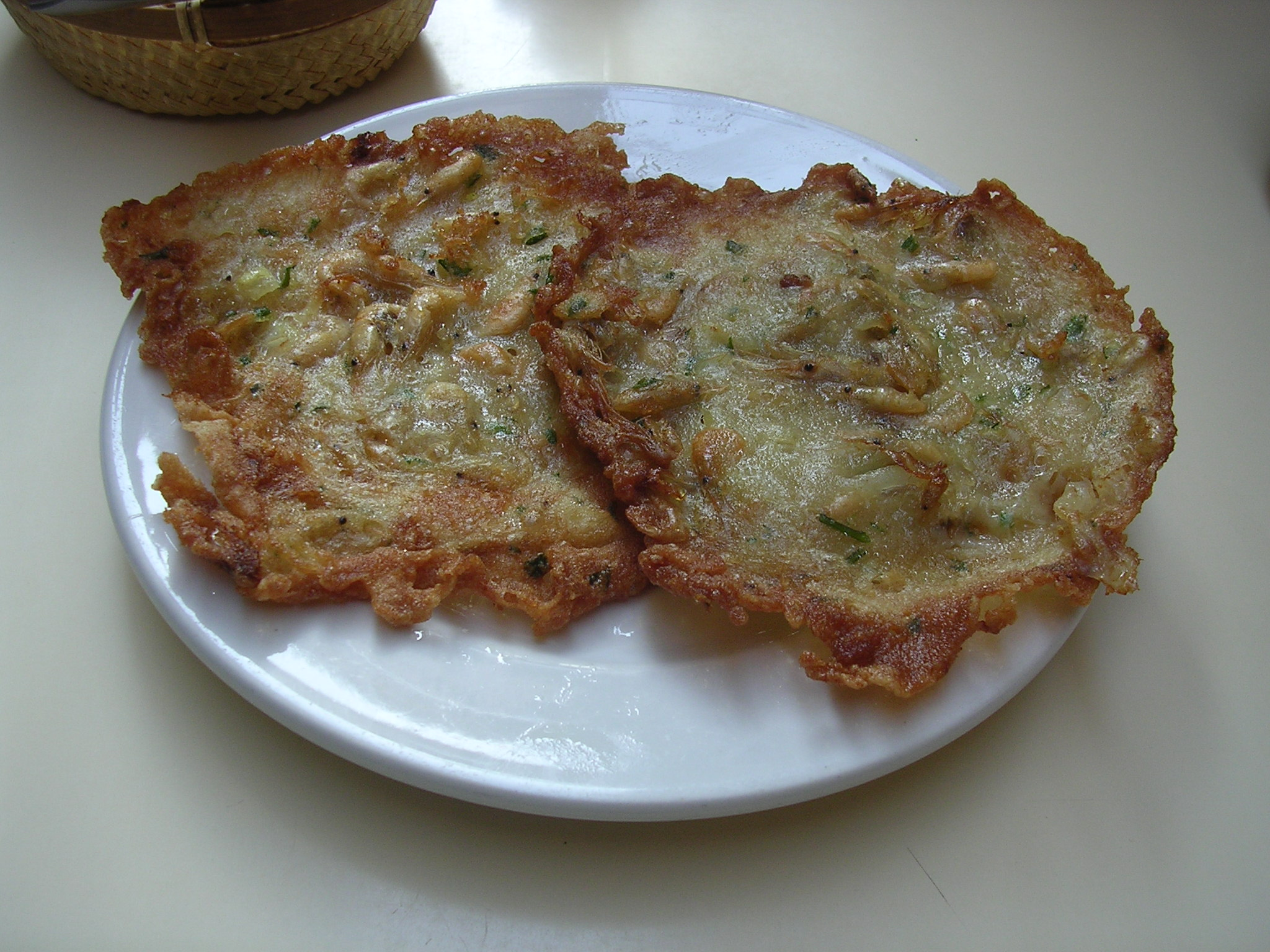
Tortillita de camarones, Andalucía, España.

- Andalucía: En la provincia de Cádiz son tradicionales las tortillitas de camarones y los platos de camarones a la chipitilla, cocidos (se comen a manojos). Igualmente de reconocidas o más son las quisquillas de Motril.
- Comunidad Valenciana: En las comarcas de La Safor y La Marina Alta se conoce el plato de camarones con acelgas como gamba o gambeta amb Bleda, en valenciano.

#### Ecuador
- El ceviche ecuatoriano más popular es el ceviche de camarón.[7]